# Rauna
Rauna (niem. Ronneburg, Runeburg, spolszczenia: Rumborg, Rumbork) – miejscowość w północnej Łotwie, w novadsie Kieś, w latach 2009–2021 stolica novadsu Rauna. Na terenie miejscowości znajdują się ruiny zamku arcybiskupów Rygi.

## Historia
Rauna (Ronnenburg) została założona w 1262 z inicjatywy arcybiskupa Rygi Alberta II. Ze względu na położenie na szlaku handlowym do Pskowa była jednym z najważniejszych ośrodków archidiecezji. W XVI w. istniejący tu zamek został rozbudowany, ale po wojnach inflanckich utracił swoje strategiczne znaczenie na rzecz Wenden. W czasie drugiej wojny północnej zamek został zniszczony. 

## Zabytki
- Ruiny zamku arcybiskupów ryskich

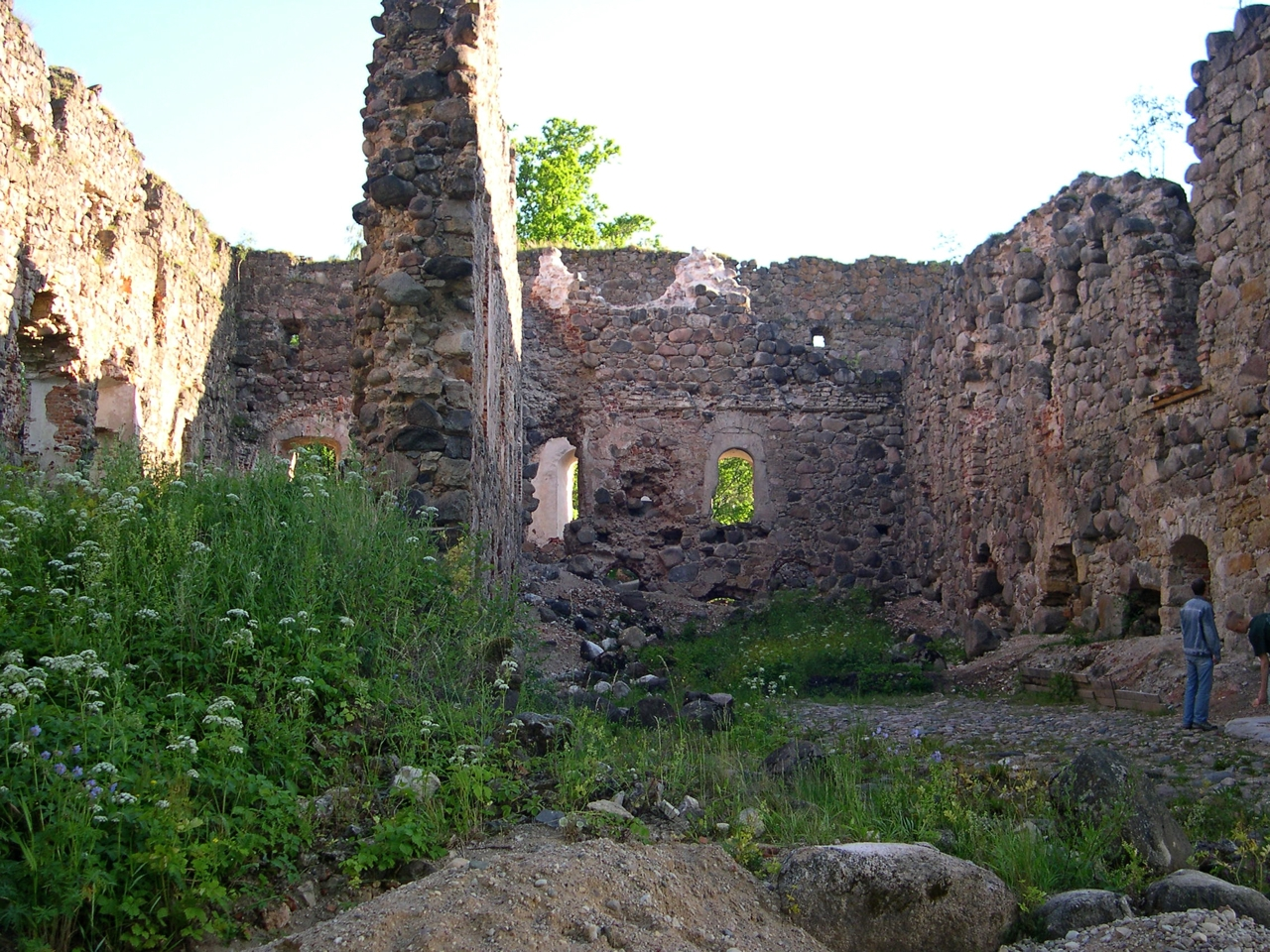
Ruiny zamku

- Obecny kościół ewangelicko-augsburski: wzniesiony pod koniec XIII w., wielokrotnie przebudowywany, nad wejściem zachował kamienne płaskorzeźby Adama i Ewy oraz Jezusa na krzyżu z XIV w. Kościół przejściowo pełnił rolę zboru braci morawskich. W XVII w. jako luterański proboszcz pracował tu łotewski uczony Jānis Reiters (ok. 1632-1695/1697).

Niedaleko Rauny znajdowały się odkryte złoża tufu o nazwie Raunas Staburags. Był to jedyny taki obiekt na Łotwie, lecz został zatopiony w 1965 roku w następstwie budowy hydroelektrowni na Dźwinie.

## Ludzie związani z miejscowością
- Jānis Cimze (1814-1881) - kompozytor, folklorysta i pedagog
- Jānis Reiters